# Manunain B
Manunain B is een bestuurslaag in het regentschap Timor Tengah Utara van de provincie Oost-Nusa Tenggara, Indonesië. Manunain B telt 2160 inwoners (volkstelling 2010).